# Ионов, Анатолий Семёнович
Анатолий Семенович Ионов (23 мая 1939 (по другим данным: 6 августа 1939, Ногинск — 12 мая 2019, Электросталь) — советский хоккеист, центральный нападающий. Олимпийский чемпион 1968 года. Чемпион мира и Европы 1965, 1966, 1968 годов. Чемпион СССР 1964—1966, 1968, 1970 годов, второй призёр 1958, 1967, 1969 годов, третий призёр — 1959 года. В чемпионатах СССР провел около 300 матчей, забил 139 голов. За сборную СССР в рамках Олимпийских игр и чемпионатов мира провел 14 матчей забросил 5 шайб. Заслуженный мастер спорта СССР (1965 год). Член КПСС с 1965 года. Закончив спортивную карьеру и стал тренером, с 1985 по 1998 годы возглавлял команду «Кристалл», с 1998 по 2009 годы являлся её президентом.
В 2014 году введён в Зал славы отечественного хоккея.
Похоронен в городе Электросталь на Новом кладбище.

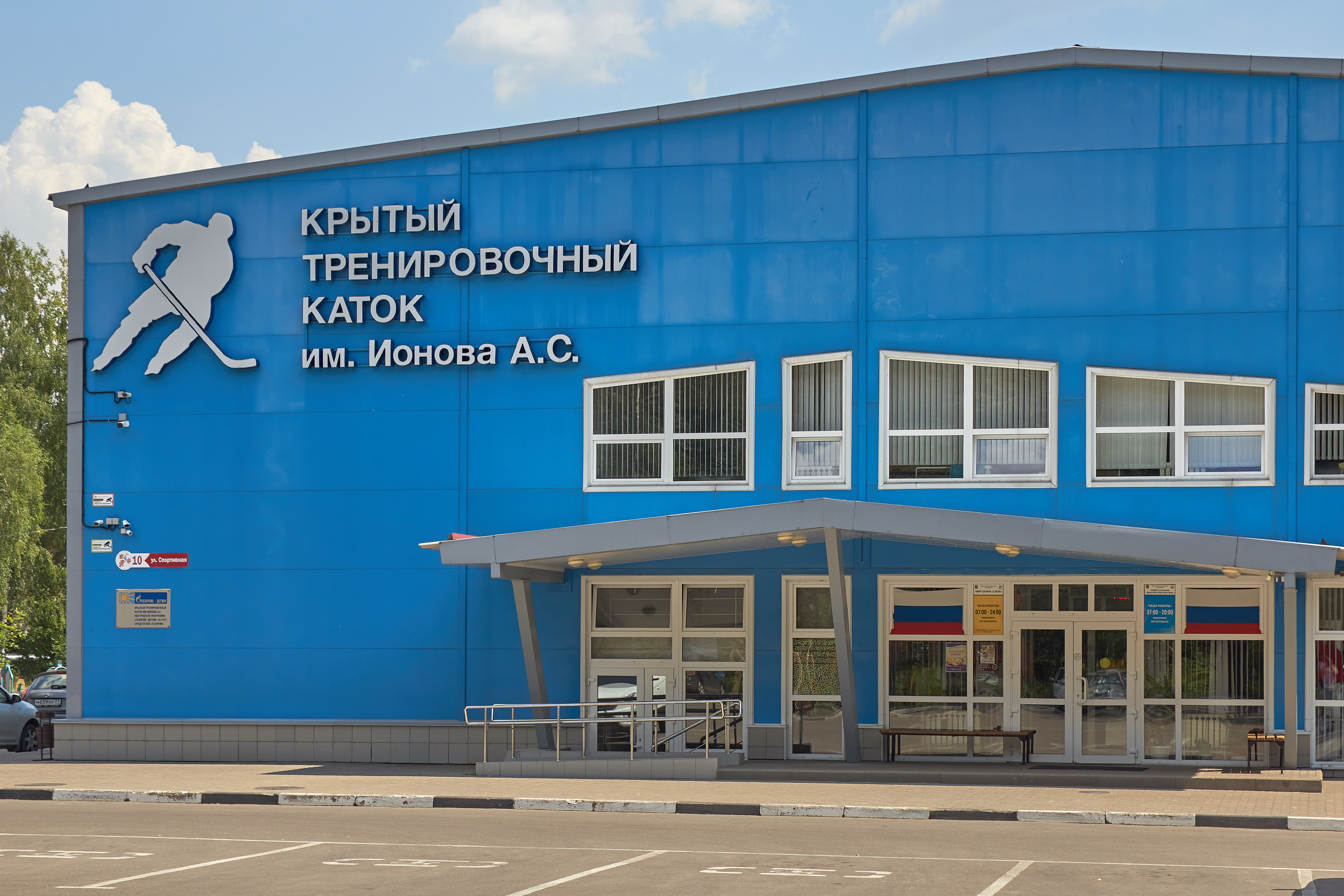
Крытый тренировочный каток им. Анатолия Ионова в городе Электросталь.